# Coms de Bretaigna
Coms de Bretaigna o Jaufre de Bretaingna, italianizzato in Conte di Bretagna (fl. XII-XIII secolo) è stato un nobile, trovatore occitano e troviero, attivo tra la seconda metà del XII e il XIII secolo, originario della Bretagna.
Identificabile probabilmente con Goffredo Plantageneto o forse Pierre Mauclerc. Della sua opera ci resta un partimen in lingua d'oïl (strofe impari) e lingua d'oc (strofe pari) composto insieme a Gaucelm Faidit (nel testo "Jauseume").
[Coms]

Jauseme, quel vos est semblant

que l'om doia mieus mantenir,

cant tan a conquis fins amant

q'ill en est venuz au jezir

e sa dame l'enora tant

qu'elle met sor lui le choizir

d'un dous fere penre em beizant

al comenser, o al partir?

Cens plus, dites vostre talant:

le quel pannrietz vos avant,

al conjé o a l'avenir?

[Gaucelm]

Senher coms de Bretagna, afan

no m'en chal aver ni consir

del penre, car ben es trian

cal val mais, qu'eu dic sens mentir

que.l primers far dic sens mentir

que.l primers far es ses enjan

et en autre pod om faillir.

Et, si.l drutz vai son joi tardan

pos sa domna l'en vol aizir,

no.m par n'aia volontat gran:

fols es e null seh no.ll deman

e deu s'en per dreich repentir.

[...]
[Coms]

Gaucelm, qual vi sembra

si debba meglio mantenere,

quando conquiso è fine amante

che è venuto a giacere

e sua dama l'onora tanto

da offrirgli la scelta

di baci e dolce amore

al cominciare, o al partire?

Senza indugio, ditemi:

qual voi pensate sia bene,

all'inizio o al congedo?

[Gaucelm]

Signor conte di Bretagna, affanno

non m'è di qual aver, né penar

per scelta, che è ben evidente

qual più val, ch'io dico senza mentire

che il primo far dico senza mentire

che il primo far è senz'inganno

e nell'altro si può fallire.

E, se l'amante sua gioia tarda

poiché sua donna gliene vorrà dare,

non mi par n'abbia volontà grande:

folle è e privo di buon senso

e davvero se ne dee pentire.

[...]